# 리투아니아 유대인
리투아니아 유대인(리투아니아어: Lietuvos žydai; 히브리어: יהדות ליטא)은 옛 리투아니아 대공국(오늘날의 리투아니아, 벨라루스, 라트비아, 폴란드 북동부 수바우키, 비아위스토크, 러시아, 우크라이나)에 뿌리를 둔 유대인이다. 이 용어는 때때로 민족적 배경이 무엇이든 간에 아슈케나즈, 비 하시딤의 삶과 학문의 스타일을 따르는 모든 하레디파 유대인들을 가리킬 때 사용된다.
빌나 가온 (이디시어로 빌나의 천재)만큼 리투아니아 도시와 밀접한 유대인은 없다. 랍비 엘리야 벤 솔로몬 잘만 (1720년~1797년)은 빌나(오늘날 빌뉴스)를 탈무드어 학습의 세계적 중심지로 만드는 데 도움을 주었다. 하임 그레이드 (1910년~1982년)는 그가 글을 쓸 도시인 빌나에서 태어났다.
리투아니아 공화국은 크고 영향력 있는 유대인 공동체의 본거지였고, 그 구성원들은 1941년 리투아니아에서 시작된 홀로코스트 동안 국외로 도망쳤거나 살해당했다. 제2차 세계 대전 이전까지, 리투아니아 유대인 인구는 약 160,000명으로 전체 인구의 약 7%를 차지했다. 당시 빌뉴스는 도시 전체 인구의 약 45%인 거의 100,000명의 유대인 공동체를 가지고 있었다. 빌뉴스에만 110개가 넘는 시나고그와 10개의 예시바가 있었다. 2005년 인구 조사에 따르면 리투아니아 전체 인구의 0.12%에 해당하는 4007명의 유대인이 거주하고 있다.
빌나(빌뉴스)는 1941년 6월 나치 독일에 점령되었다. 몇 달 안에, 이 유명한 유대인 공동체는 인구의 3분의 2 이상이 죽임을 당하면서 황폐화되었다.
2016년 1월 1일 기준으로, 리투아니아의 핵심 유대인 인구는 2,700명(넓은 인구의 0.09%), 확대된 유대인 인구는 6,500명(넓은 인구의 0.23%)으로 추정된다. 리투아니아 유대인 인구는 수도 빌뉴스에 집중되어 있으며, 클라이페다와 카우나스를 포함한 작은 인구 센터가 있다.

## 민족성, 종교적 관습 및 유산

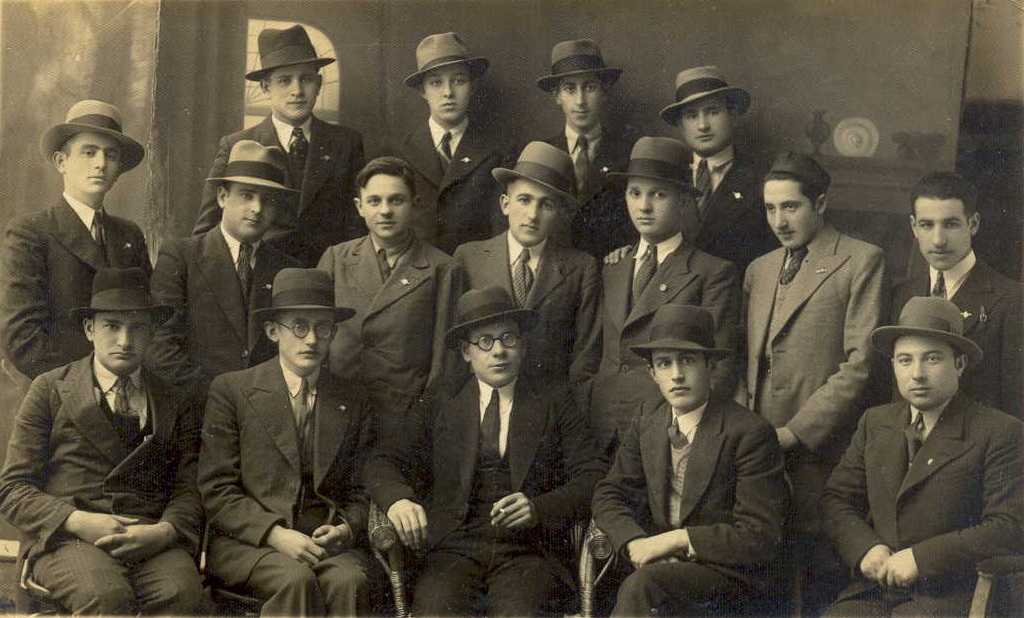
리투아니아 예시바 학생들의 초상화

특징적으로 유대교에 대한 "리투아니아인"의 접근은 고도로 지적인 탈무드 연구에 집중하는 것으로 특징지어졌다. 리투아니아는 하시딤에 반대하는 전통주의자들의 중심지가 되었다. 그들은 자신들을 하시딤의 "미스나그딤"(반대자)이라고 이름 지었다. 리투아니아의 전통주의자들은 하시딤이 할라카의 준수에 대한 위협을 나타낸다고 믿었는데, 하시딤이 잘못 해석되면 이단으로 이어질 수 있다. 두 집단 사이의 차이는 대중적인 인식에서 "리투아니아인"과 "잘못된" 용어가 사실상 상호 교환 가능한 용어가 될 정도로 커졌다. 그러나 상당수의 리투아니아 유대인들은 차바드, 슬로님, 칼린스톨린, 칼린, 레초비치, 암두르, 코이다노프 등 하시딤에 속한다. 계몽주의의 확산과 함께 많은 리투아니아 유대인들은 동유럽의 하스칼라(유대인 계몽주의) 운동의 신봉자가 되었고, 오늘날 많은 저명한 학자, 과학자, 철학자들은 리투아니아 유대인의 후손이다.
가장 유명한 유대인 교육 기관은 볼로진 예시바로, 대부분의 후기 예시바의 모델이 되었다. 20세기의 "리투아니아" 예시바에는 포네베즈, 텔셰, 미르, 켈름, 슬라보드카 등이 있는데, 이들은 리투아니아의 조상들의 이름을 가지고 있다. 예시바 랍비 하이메 베를린, 예시바 랍비 엘카난 신학교, 예시바 랍베이누 이스라엘 메이어 하코헨, 베스 메드라시 고보하 등 리투아니아 예시바 운동의 미국인 후손들은 레이크우드의 설립자 랍비 아하론 코틀러의 제자들에 의해 설립된 수많은 예시바들을 포함한다.
이론적인 탈무드 연구에서, 주요 리투아니아 권위자들은 하임 솔로비치크와 브리스커 학파였고, 경쟁적인 접근은 미르와 텔셰예시바스의 접근이었다. 실용적인 할라카에서, 리투아니아인들은 전통적으로 아루크 하술찬을 따랐지만, 오늘날 "리투아니아인" 예시바는 더 분석적이고 더 접근하기 쉬운 것으로 여겨지는 미슈나 베루라를 선호한다.

## 역사
유대인들은 13세기부터 리투아니아에서 살기 시작했다. 1388년에 그들은 비타우타스에 의해 모든 범죄 사건에서 대공과 그의 공식 대리인들의 관할권에 직접적으로 적용되는 자유민 계급을 형성하고, 소귀족, 보야르, 그리고 다른 자유 시민들과 동등한 지위에 있는 지방 관리들의 관할권에 소규모 소송을 제기하는 헌장을 승인받았다. 결과적으로, 공동체는 번영했다.
1495년에 그들은 알렉산데르 야기엘론치크에 의해 추방당했지만, 1503년에 돌아오는 것이 허용되었다. 1566년의 리투아니아 법령은 유대인들에게 많은 제한을 가했고, 그들이 독특한 옷을 입도록 요구하는 것을 포함하여, 남성들을 위한 노란색 모자와 여성들을 위한 노란색 커치프를 포함하여, 유대인들에게 특별한 옷을 입도록 요구하는 것을 포함한 사치품 법을 시행했다.
흐멜니츠키 봉기는 기존의 리투아니아 유대인 제도를 파괴했다. 1569년 12만 명이었던 리투아니아의 유대인 인구는 1792년 25만 명으로 증가했다. 1793년 제2차 폴란드-리투아니아 연방 분할 이후, 리투아니아 유대인들은 러시아 제국의 지배를 받게 되었다.

### 제2차 세계 대전의 리투아니아 유대인
제2차 세계 대전 이전의 리투아니아 유대인 인구는 약 160,000명으로 전체 인구의 약 7%에 해당한다. 전쟁 초기에는 12,000명의 유대인 난민들이 폴란드에서 리투아니아로 탈출했고, 1941년까지 리투아니아의 유대인 인구는 전체 인구의 10%인 약 25만 명으로 증가했다.
1941년 6월 나치 독일의 침공 동안, 141,000명의 유대인들이 나치와 리투아니아 협력자들에 의해 살해되었다. 주목할 만한 처형 장소는 파네리아이 숲과 제9 요새였다.
1941년부터 1945년까지 H. G. 아들러가 실시한 제2차 세계 대전 당시의 폴란드 독립군에 징집된 유대인은 80,000명이었으며, 이들은 자신을 리투아니아 유대인이라고 밝혔다. 홀로코스트 연구자들은 폴란드 독립군에 60,000명에서 65,000명 사이의 유대인 군인들이 자신들을 리투아니아 유대인이라고 밝힌다고 주장한다.

## 유전학
리투아니아 유대인 인구는 유전적 창시자 효과를 나타낼 수 있다. 이러한 변형의 유용성은 논쟁의 주제가 되어왔다. 가족성 고콜레스테롤혈증과 관련된 한 가지 변형은 14세기로 거슬러 올라가는데, 1323년 게디미나스가 새로 설립된 빌뉴스에 독일 유대인들이 정착하도록 장려한 초대에 응답하여 정착지를 설립한 것에 해당한다. 개체군에서 초기 근육긴장이상의 상대적으로 높은 비율은 또한 창시자 효과에서 비롯되었을 가능성이 있는 것으로 확인되었다.

## 같이 보기
- 분류:리투아니아 유대계 사람
- 라트비아 유대인
- 폴란드 유대인